# Düren (Sarre)
Pour l’article homonyme, voir Düren.
Pour l’article ayant un titre homophone, voir Durenne.
Düren (en sarrois : Diren) est un ortsteil de Vaudrevange, en Sarre.

## Géographie

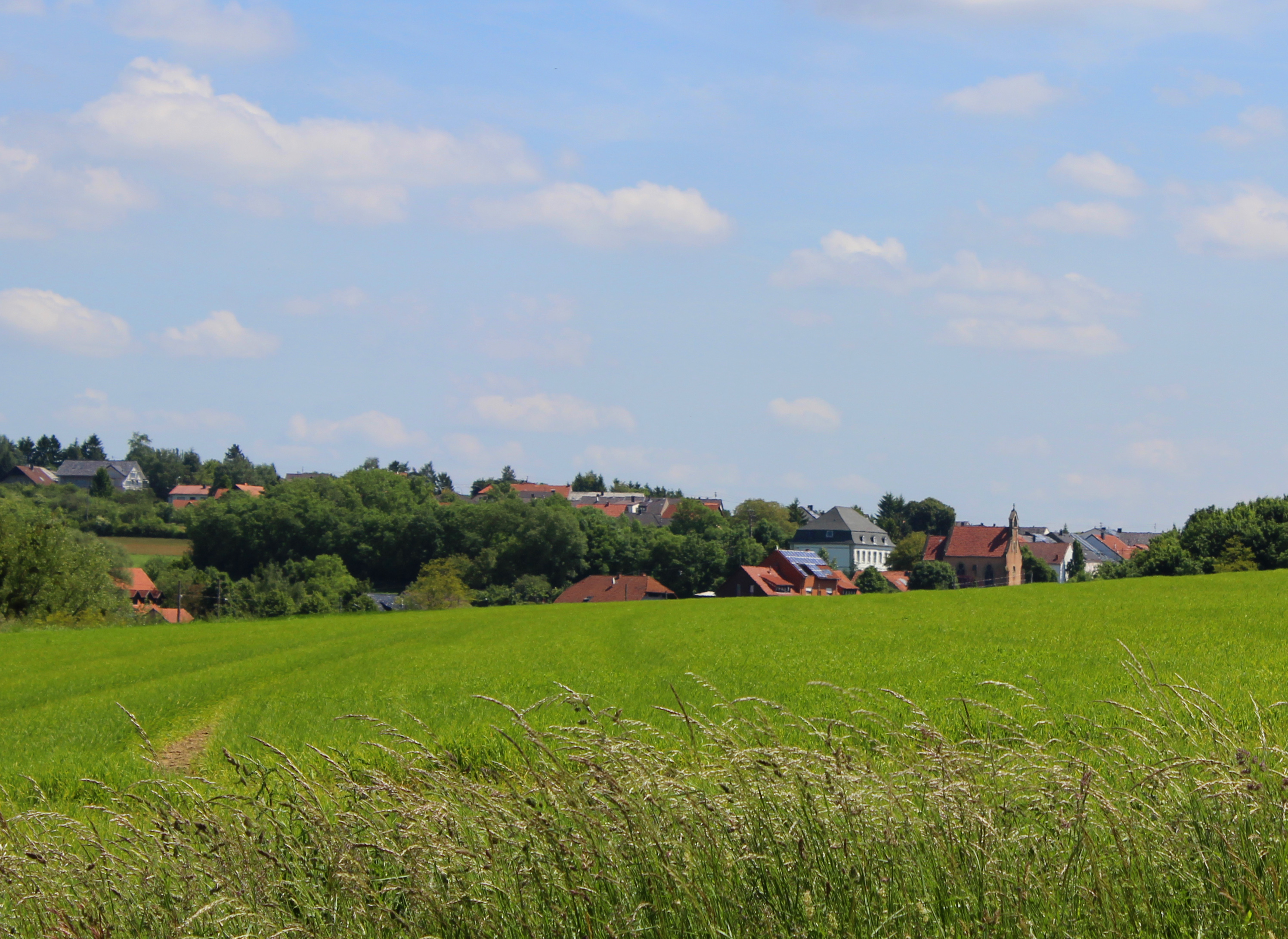

## Histoire
La première évocation de Düren dont nous disposons remonte à 1069. Il s'agissait d'une mention dans une liste de biens de l'abbaye d'Echternach. À l'époque, la commune s'appelait encore « Durna », puis « Durnen », qui a fini par devenir « Düren ».
Des recherches récentes témoignent d'influences celtes, franques, mais surtout romaines. En effet, Düren se situait sur l'une des routes commerciales et militaires romaines les plus importantes, venant de Metz, passant par Boulay, Tomborn, Ittersdorf, Düren, Vaudrevange jusqu'à Tholey.
Düren fut plus tard une seigneurie avec haute justice qui prélevait des impôts dans les villages avoisinants.
Ancienne commune indépendante de la Moselle sous le nom Duren cédée à la Prusse en 1815.
Ancienne commune indépendante avant le 1er janvier 1974.

## Personnages liés à la commune
- Jean-Baptiste de Bély, seigneur de Düren, capitaine, marié à Anne-Marie de Roucy[2].

## Lieux et monuments
- Château baroque construit vers 1760 par Jean-Baptiste de Bély, rénové après 1945 et actuellement propriété privée[1],[3].

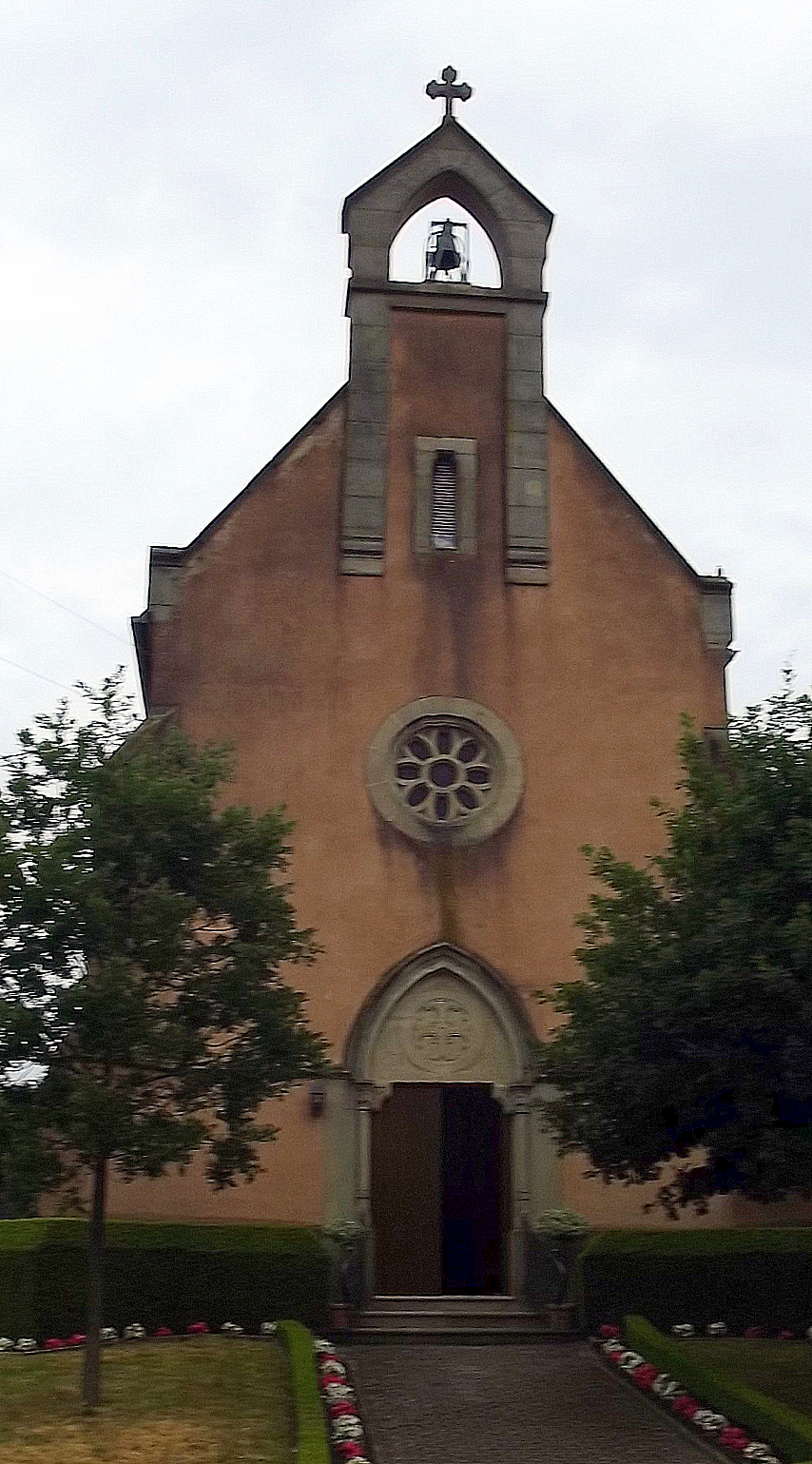
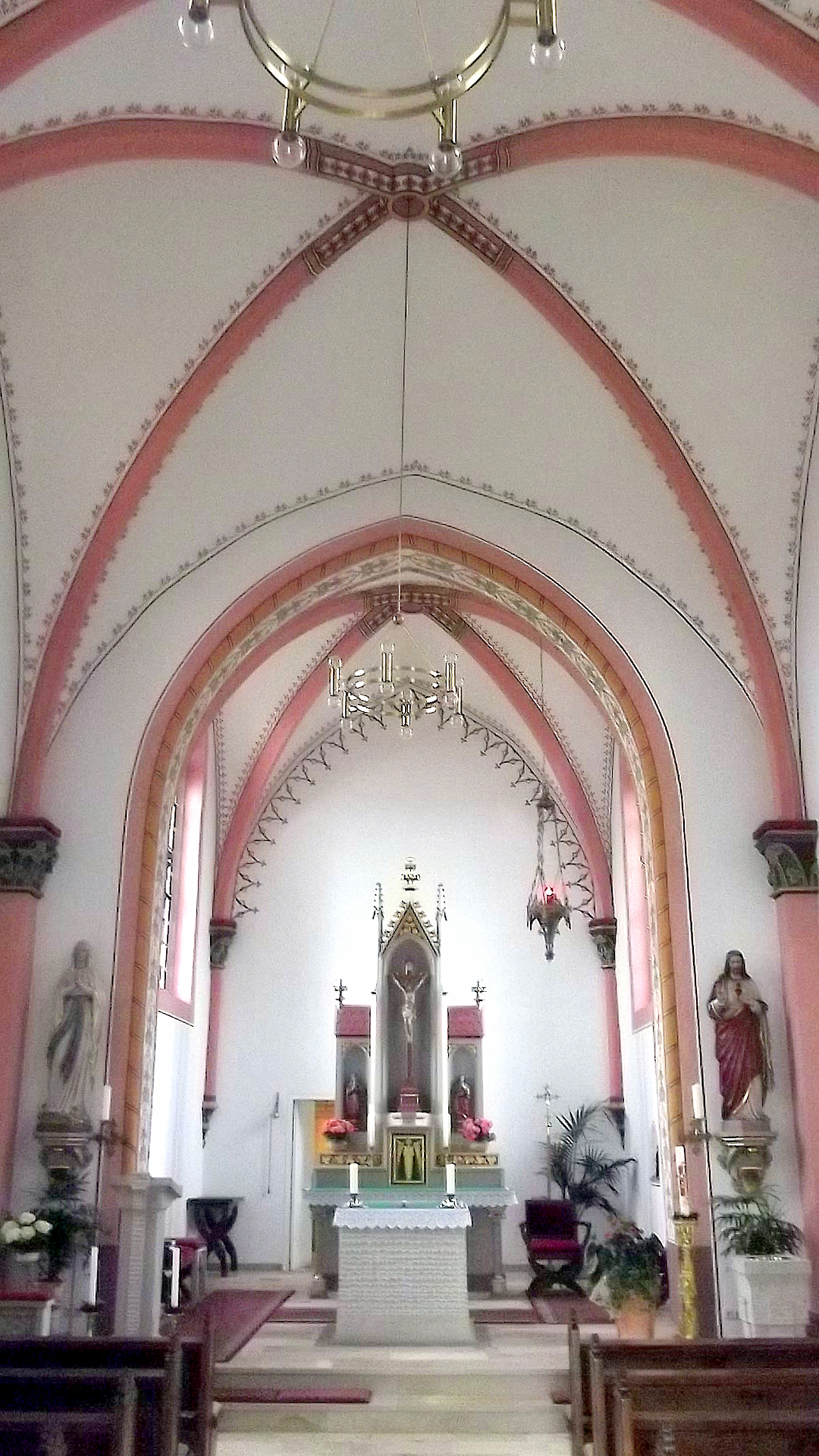